# Route Adélie
Route Adélie de Vitré je jednodenní cyklistický závod konaný v okolí města Vitré ve Francii. Mezi lety 1980 a 1995 se závod jmenoval Tour d'Armorique. Od roku 2005 se koná na úrovni 1.1 v rámci UCI Europe Tour. Jméno závodu je odvozeno od hlavního sponzora Adélie, značky zmrzliny prodávané ve francouzské síti supermarketů Intermarché. Ročník 2020 byl zrušen kvůli probíhající pandemii covidu-19.

## Seznam vítězů
| Rok  | Země                               | Jezdec                             | Tým                                |
| ---- | ---------------------------------- | ---------------------------------- | ---------------------------------- |
| 1980 | Francie                            | Patrick Friou                      | Miko–Mercier–Vivagel               |
| 1981 | Francie                            | Bernard Vallet                     | La Redoute–Motobécane              |
| 1982 | Francie                            | Bernard Hinault                    | Renault–Elf                        |
| 1983 | Francie                            | Jean-François Chaurin              | Sem–France Loire                   |
| 1984 | Francie                            | Pascal Campion                     | La Redoute–Motobécane              |
| 1985 | Francie                            | Bruno Wojtinek                     | Renault–Elf                        |
| 1986 | Švýcarsko                          | Jörg Müller                        | KAS                                |
| 1987 | Francie                            | Thierry Marie                      | Système U                          |
| 1988 | Dánsko                             | Søren Lilholt                      | Sigma–Fina                         |
| 1989 | Francie                            | Laurent Jalabert                   | Toshiba                            |
| 1990 | Španělsko                          | Roberto Torres                     | Lotus–Festina                      |
| 1991 | Francie                            | Jérôme Simon                       | Z                                  |
| 1992 | Belgie                             | Peter De Clercq                    | Lotto–Mavic–MBK                    |
| 1993 | Francie                            | Jean-Cyril Robin                   | Castorama                          |
| 1994 | Francie                            | Emmanuel Magnien                   | Castorama                          |
| 1995 | Nejelo se                          | Nejelo se                          | Nejelo se                          |
| 1996 | Francie                            | Marc Bouillon                      | Cédico–Ville de Charleroi          |
| 1997 | Francie                            | Nicolas Jalabert                   | Casino                             |
| 1998 | Estonsko                           | Jaan Kirsipuu                      | Casino–Ag2r                        |
| 1999 | Německo                            | Torsten Schmidt                    | Chicky World                       |
| 2000 | Francie                            | Laurent Brochard                   | Jean Delatour                      |
| 2001 | Estonsko                           | Jaan Kirsipuu                      | AG2R Prévoyance                    |
| 2002 | Švédsko                            | Marcus Ljungqvist                  | EDS–Fakta                          |
| 2003 | Francie                            | Sébastien Joly                     | Jean Delatour                      |
| 2004 | Francie                            | Anthony Geslin                     | Brioches La Boulangère             |
| 2005 | Itálie                             | Daniele Contrini                   | LPR–Piacenza                       |
| 2006 | Francie                            | Samuel Dumoulin                    | AG2R Prévoyance                    |
| 2007 | Francie                            | Rémi Pauriol                       | Crédit Agricole                    |
| 2008 | Belgie                             | Kevyn Ista                         | Agritubel                          |
| 2009 | Francie                            | Jérôme Coppel                      | Française des Jeux                 |
| 2010 | Francie                            | Cyril Gautier                      | Bbox Bouygues Telecom              |
| 2011 | Francie                            | Renaud Dion                        | Bretagne–Schuller                  |
| 2012 | Itálie                             | Roberto Ferrari                    | Androni Giocattoli–Venezuela       |
| 2013 | Itálie                             | Alessandro Malaguti                | Androni Giocattoli–Venezuela       |
| 2014 | Francie                            | Bryan Coquard                      | Team Europcar                      |
| 2015 | Francie                            | Roman Feillu                       | Bretagne–Séché Environnement       |
| 2016 | Francie                            | Bryan Coquard                      | Direct Énergie                     |
| 2017 | Francie                            | Laurent Pichon                     | Fortuneo–Vital Concept             |
| 2018 | Švýcarsko                          | Silvan Dillier                     | AG2R La Mondiale                   |
| 2019 | Francie                            | Marc Sarreau                       | Groupama–FDJ                       |
| 2020 | Nejelo se kvůli pandemii covidu-19 | Nejelo se kvůli pandemii covidu-19 | Nejelo se kvůli pandemii covidu-19 |
| 2021 | Nizozemsko                         | Arvid de Kleijn                    | Rally Cycling                      |
| 2022 | Francie                            | Axel Zingle                        | Cofidis                            |
| 2023 | Norsko                             | Fredrik Dversnes                   | Uno-X Pro Cycling Team             |
| 2024 | Belgie                             | Jenthe Biermans                    | Arkéa–B&B Hotels                   |
| 2025 | Norsko                             | Stian Fredheim                     | Uno-X Mobility                     |